# Cybianthus densiflorus
Cybianthus densiflorus är en viveväxtart som beskrevs av Friedrich Anton Wilhelm Miquel. Cybianthus densiflorus ingår i släktet Cybianthus, och familjen viveväxter. Inga underarter finns listade i Catalogue of Life.